# Nurettin Sözen
Nurettin Sözen (Gürün, 1937) is een Turkse arts, politicus en de voormalige burgemeester van Istanboel. Hij studeerde af aan de Universiteit van Istanboel en vervolgens werd hij hoogleraar in 1978. Hij is getrouwd en heeft een kind.